# Hypena satsumalis
Hypena satsumalis là một loài bướm đêm trong họ Erebidae.